# Nagojská kuchyně
Nagojská kuchyně (名古屋めし, Nagoja meši) je kuchyně japonského města Nagoja a přilehlého regionu. V důsledku kulturních a klimatických rozdílů, rozdílné historii kontaktu s ostatními regiony a rozdílným druhům zeleniny a jiných ingrediencí má nagojská kuchyně unikátní vlastnosti. Ačkoli mnoho pokrmů bylo odvozeno od tamních tradic, figurují zde vlivy zahraničních kuchyní, jmenovitě italské a tchajwanské.
Nagojská jídla jsou obvykle dochucována pomocí mame miso nebo sójové omáčky tamari (produkované převážně v oblasti Čúbu), které jim propůjčují výraznou chuť.
Tradiční ingrediencí je kóčin, odrůda kuřete; mezi speciality patří krevety.
Stále významnější součástí nagojské kuchyně se stávají recepty inspirované zahraničními pokrmy, např. různé lokální variace na špagety a „tchajwanské“ nudle.
Místní pokrmy zahrnují:
- Tebasaki: kuřecí křídla marinovaná ve sladké omáčce se sezamovými semínky, v podstatě druh jakitori.[1]
- Kišimen: ploché udon nudle s kluzkou texturou, namočené v lehké polévce ze sojové omáčky a ochucené např. pórkem.[1] Konzumován je studený i teplý.
- Červené miso: různé pokrmy využívající červené miso, např. miso kacu (vepřový řízek ve sladké miso zálivce)[1], miso nikomi udon (tvrdé udon nudle dušené v miso polévce)[1], miso oden (oden s příchutí misa) a dote nabe (miso nabemono s masem a zeleninou).
- Ogura toast: toast natřený máslem a džemem z fazolí ogura; pochází z Nagoji a v prefektuře Aiči je běžně podáván v kavárnách.
- Hicumabuši: rýžový pokrm s unagi servírovaný v dřevěné nádobě s víkem.[1] Lze si jej vychutnat třemi způsoby: jako unadon, s kořením, nebo jako čazuke.
- Nagoja kóčin: speciální plemeno kuřete chované ve volném výběhu, vzniklé křížením mezi odrůdami Nagoja a cochin. Dospívá 2,5krát pomaleji než brojler a jeho maso je šťavnaté a jemné, bez výrazné vůně.
  - Toriwasa: sašimi z masa, jater, srdce a žaludku Nagoja kóčin.
- Uiró: rýžový knedlík vyrobený smícháním rýžové mouky s cukrem a následným napařením směsi. Název údajně odkazuje na čínský lék, která se mu barevně podobala. Předpokládá se, že onen lék přinesli do Japonska prodejci čínské medicíny před 15. stoletím.
- Tenmusu: onigiri zabalený v nori s tempurou uprostřed.[2] Tento recept pochází z Cu a v Nagoji se stal oblíbeným.
- Morigučizuke: nakládané Moriguči daikon.[3] Ředkvička, o rozměrech cca jeden a půl metru na délku a dva centimetry v průměru, je nakládána do sudů se saké a kořením; ředkvičky musí být kvůli své délce stáčeny podél vnitřní stěny sudu a pokládány jedna na druhou.

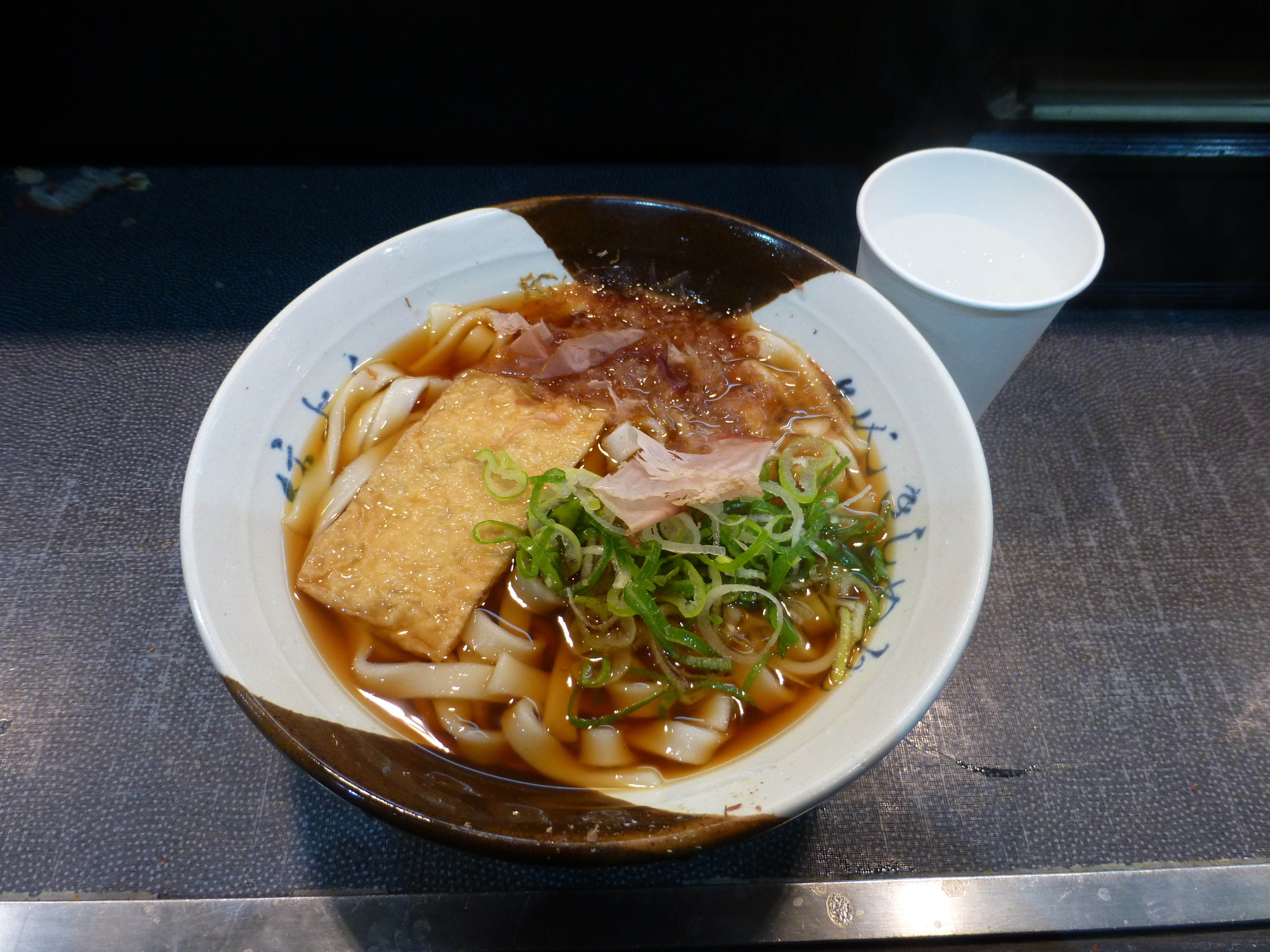
Polévka kišimen
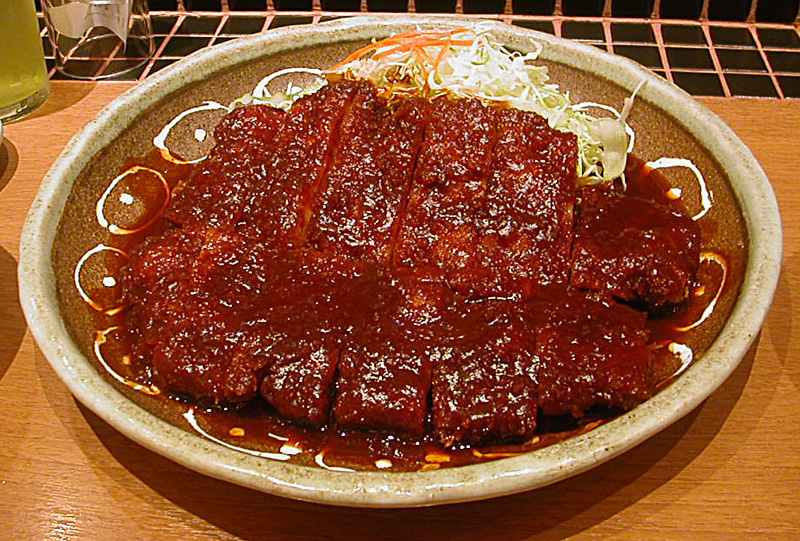
Miso kacu
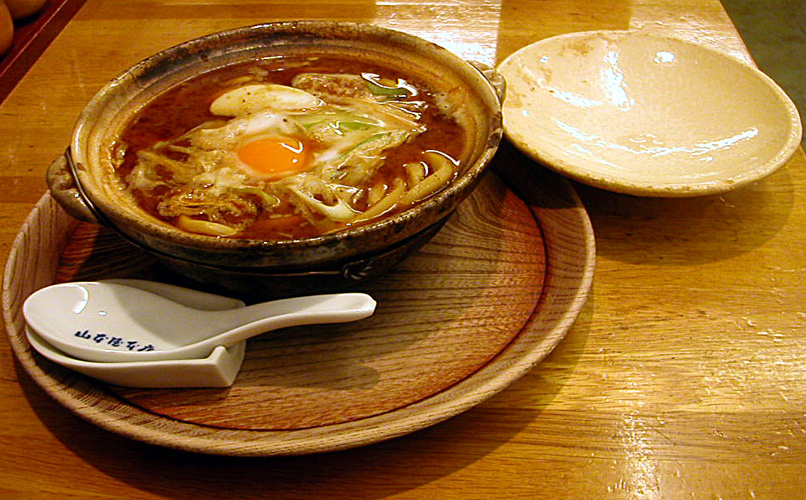
Miso nikomi udon
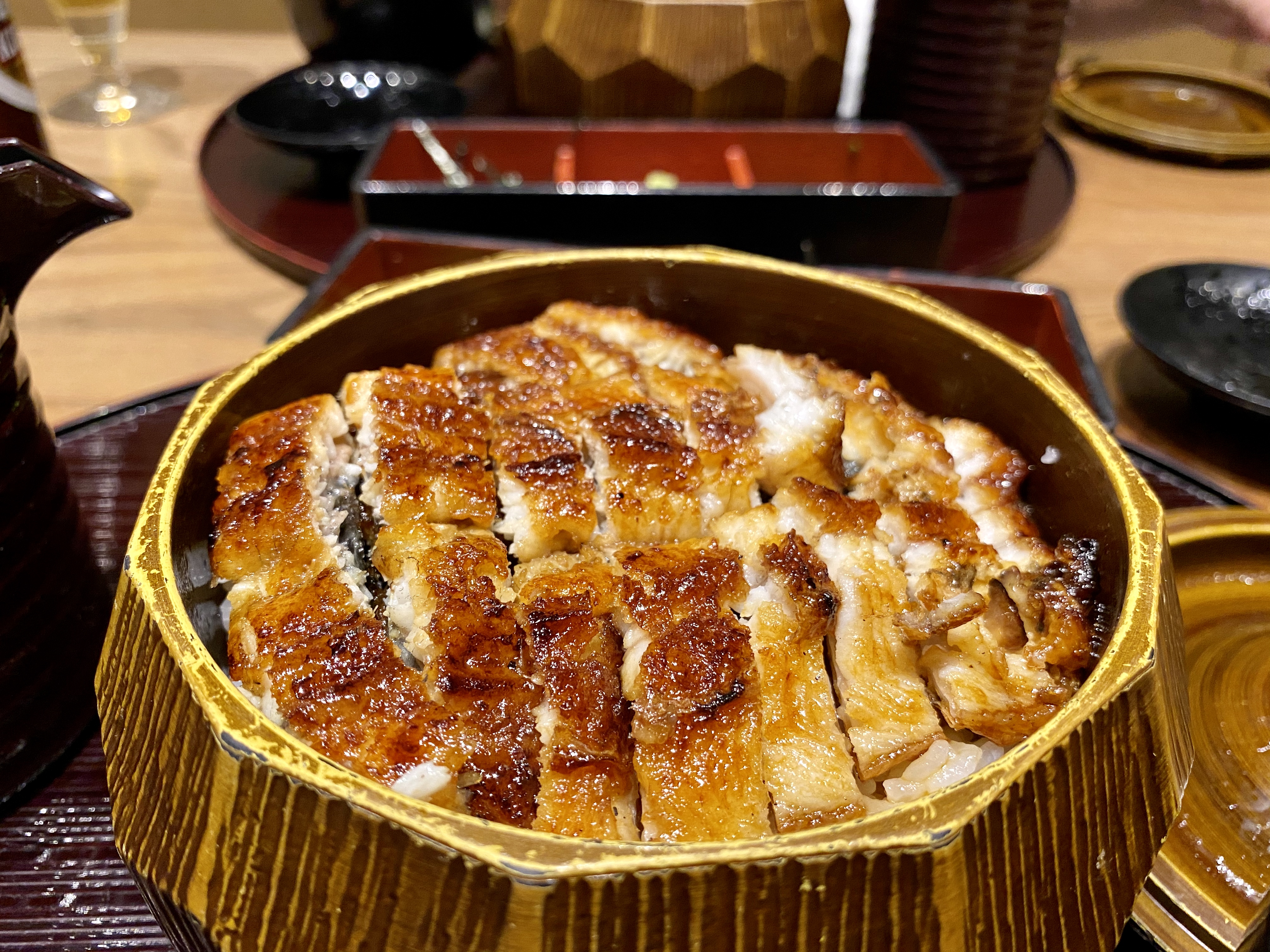
Hicumabuši
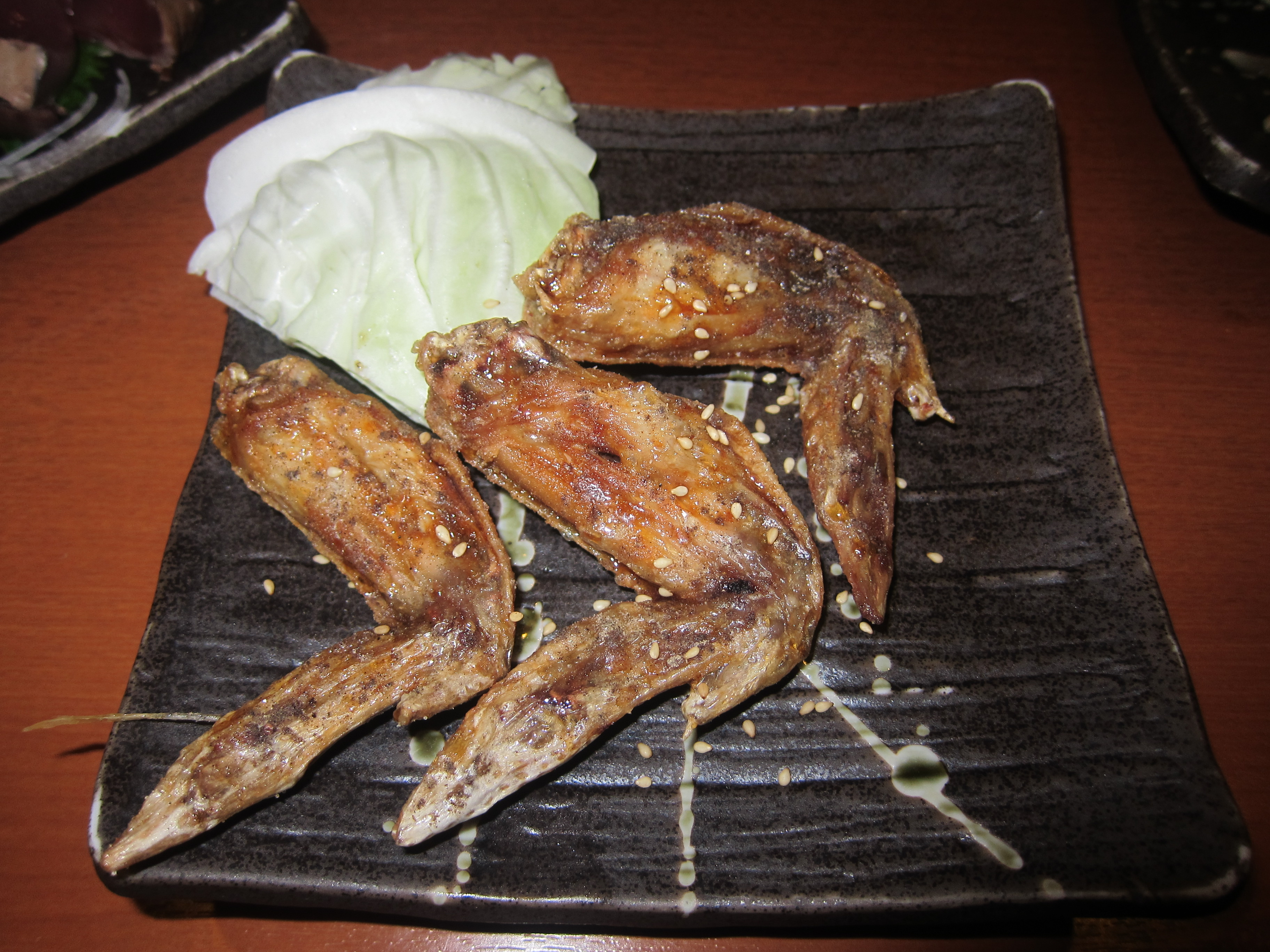
Tebasaki
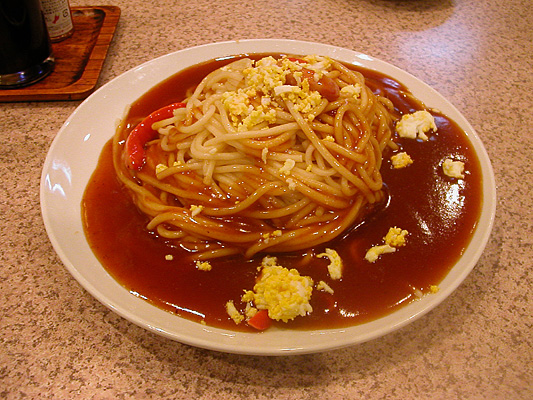
Špagety Snkake
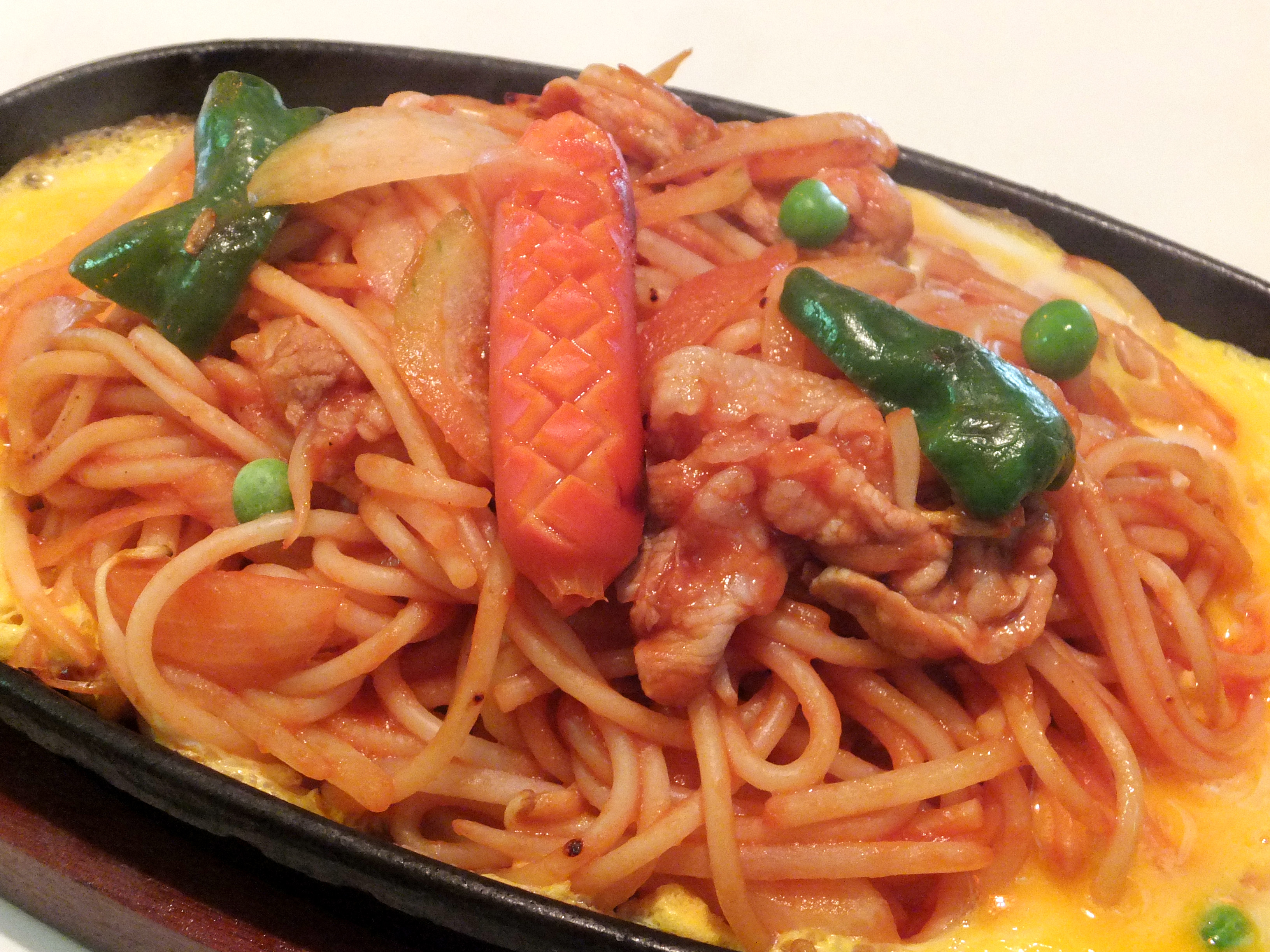
Špagety teppan
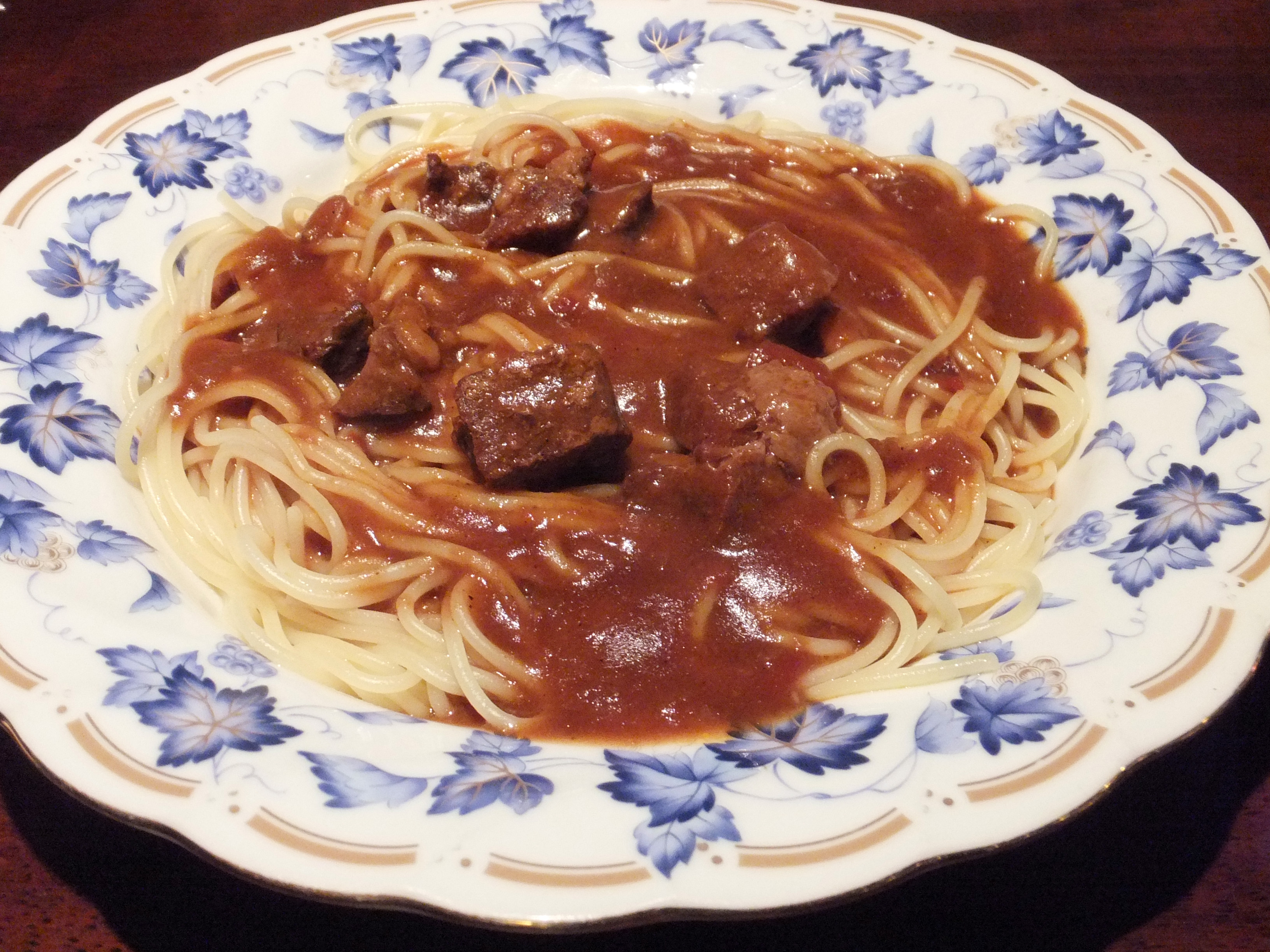
Špagety indian
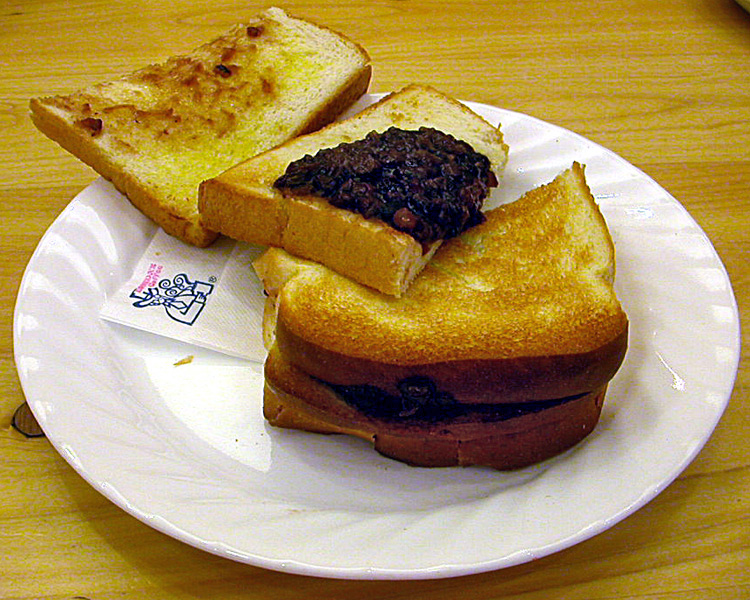
Ogura toast
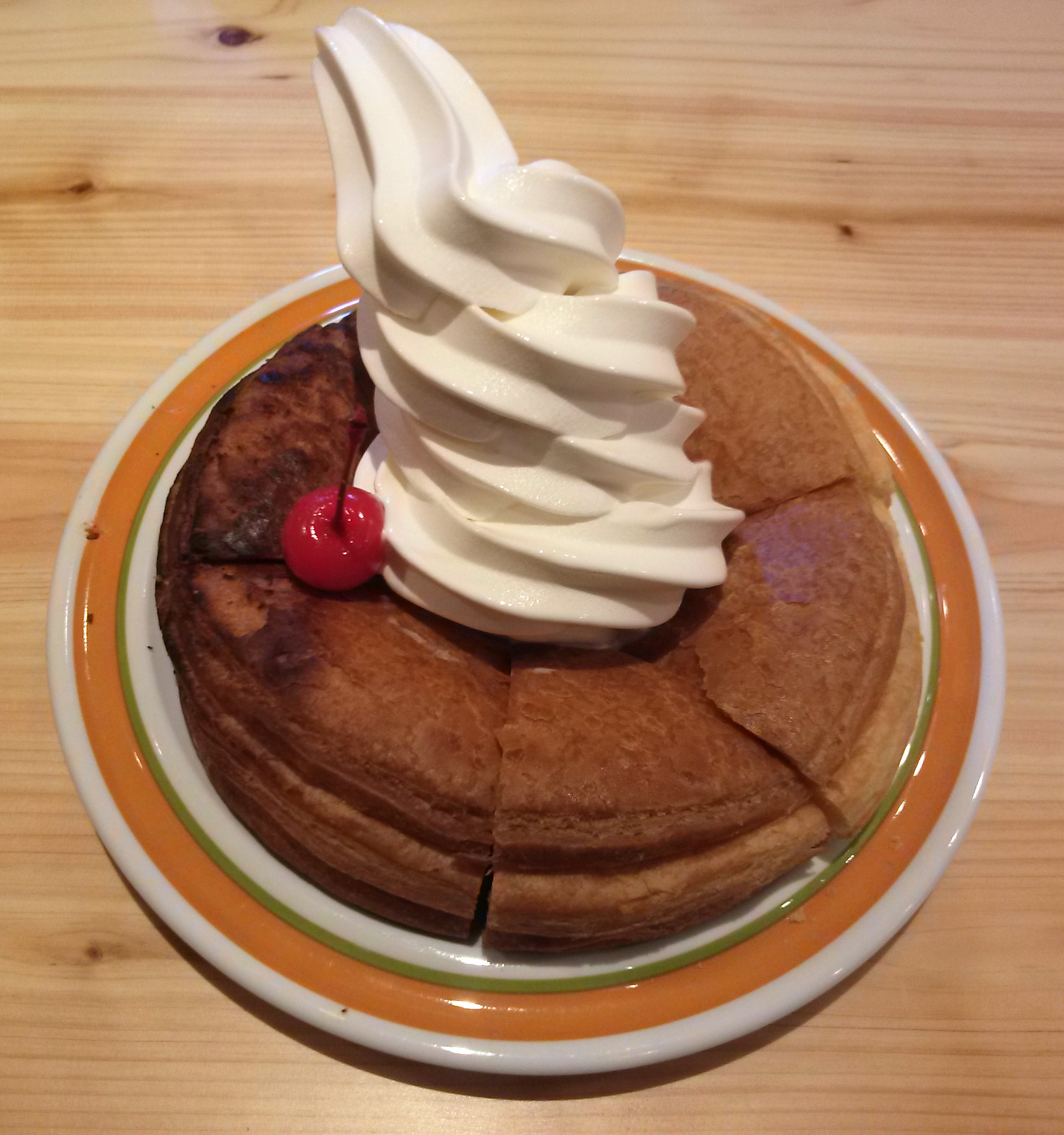
Šironoir
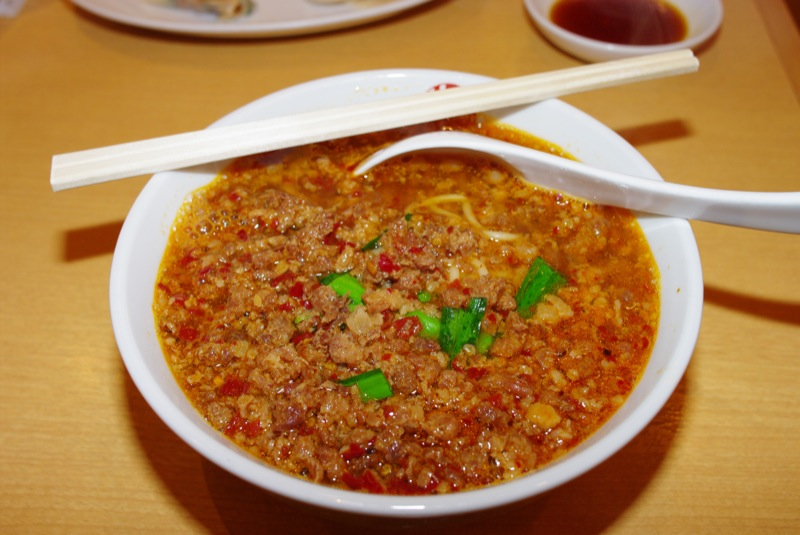
Tchajwanský ramen
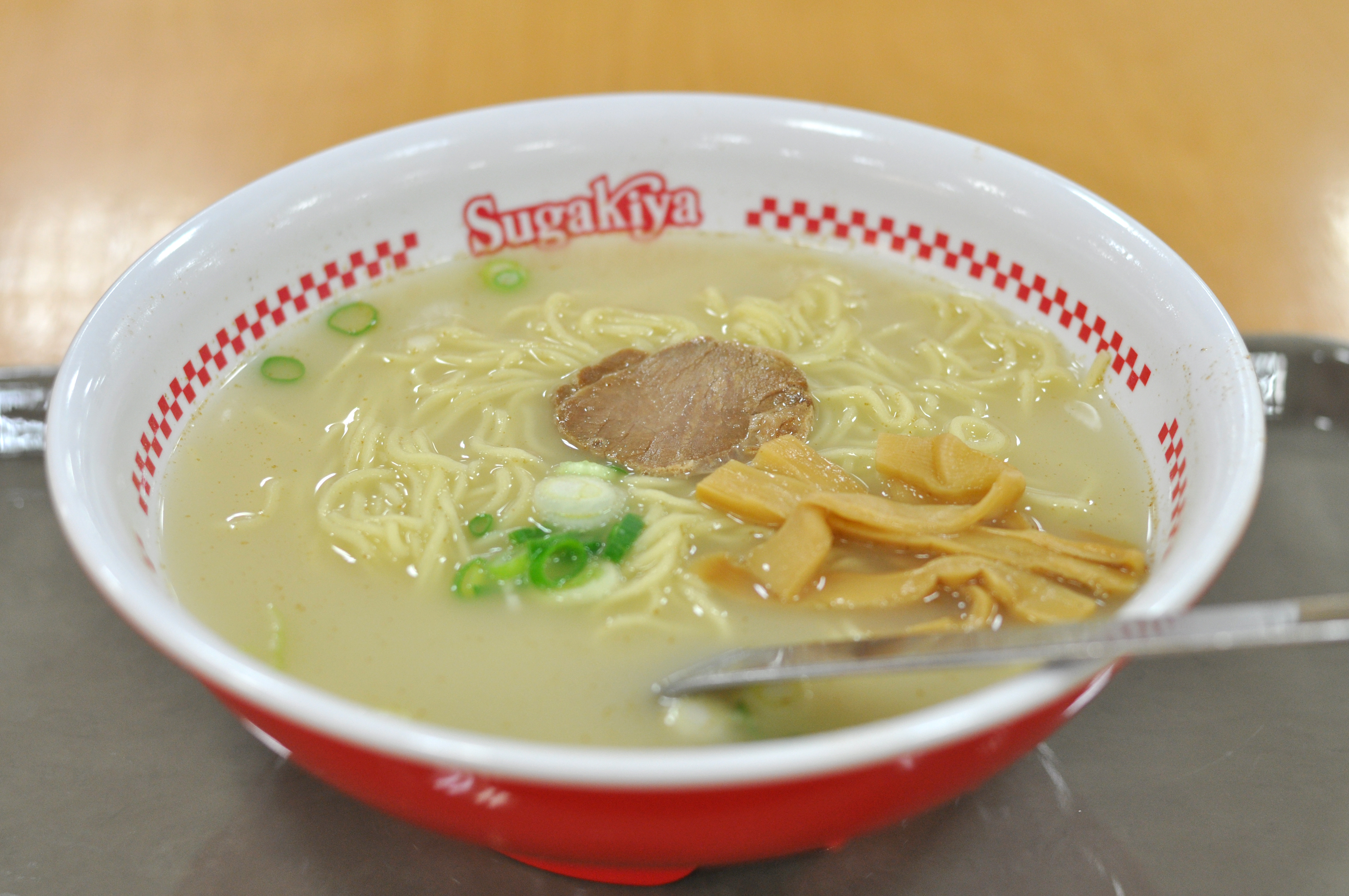
Sugakija ramen
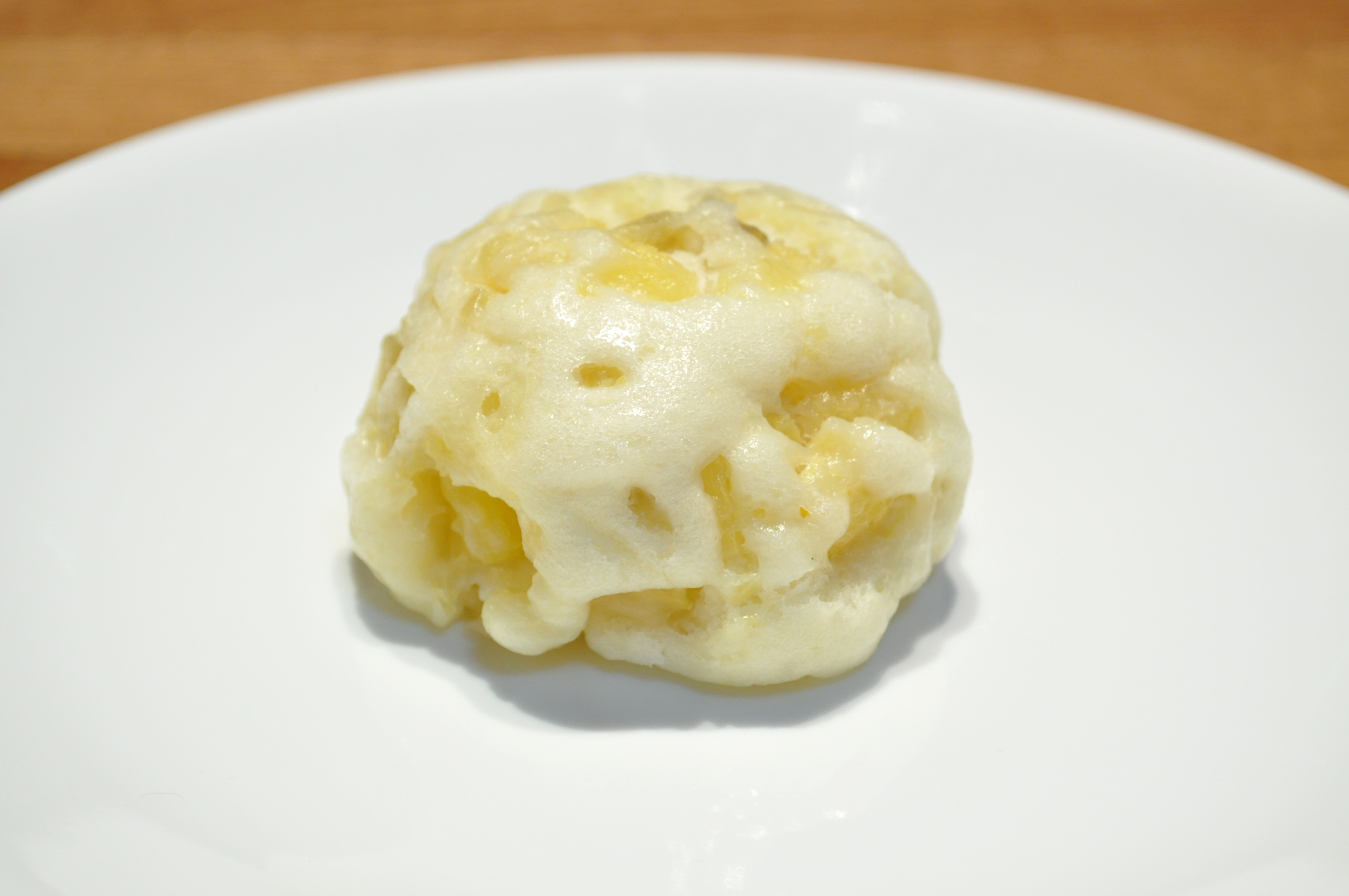
Onimandžu
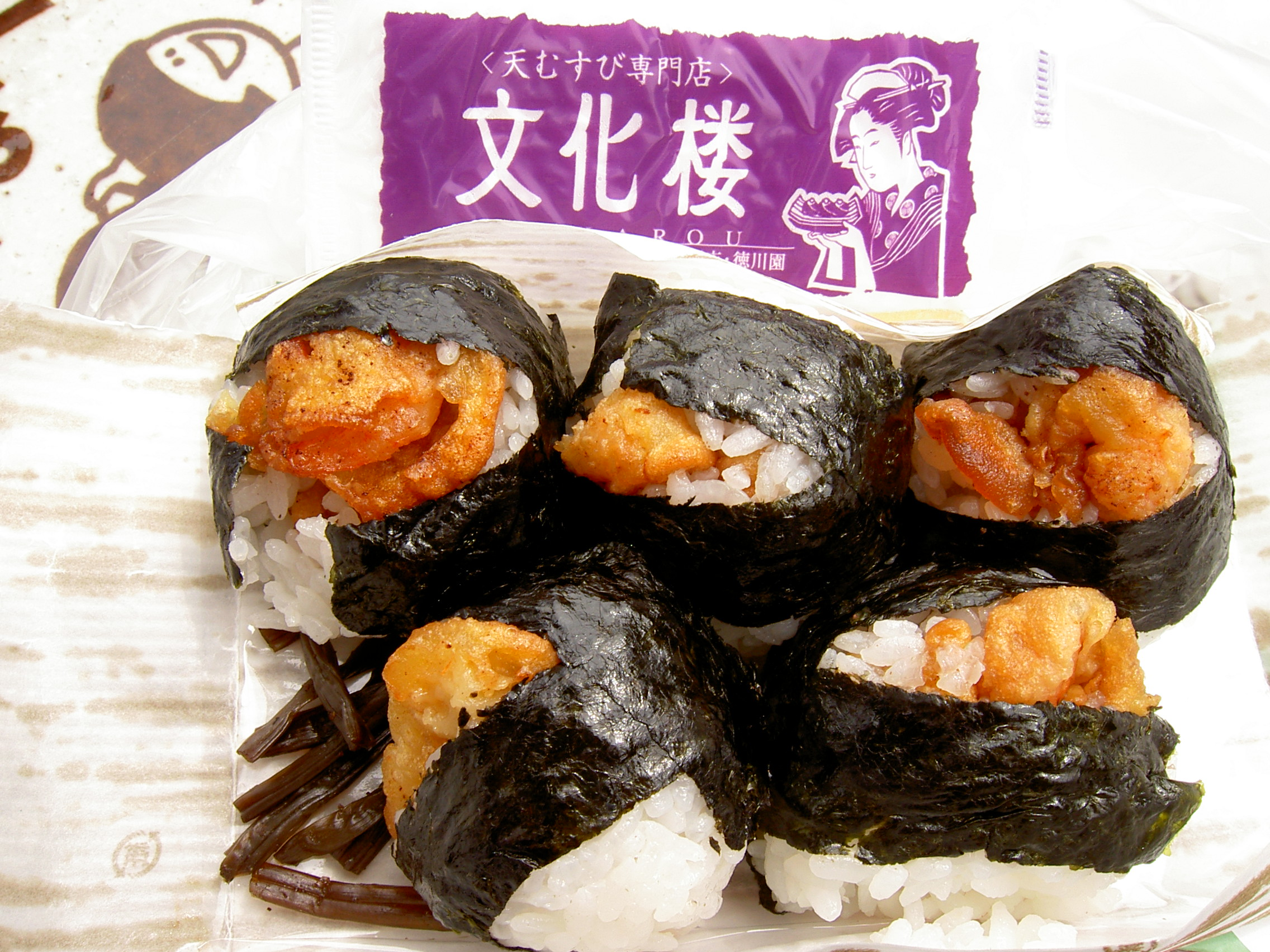
Tenmusu